# Список эпизодов телесериала «Настоящая кровь»
Список и краткое описание эпизодов американского телесериала «Настоящая кровь». Сериал транслировался на телеканале HBO с 7 сентября 2008 года по 24 августа 2014 года.

## Обзор сезонов
| Сезон | Сезон | Эпизоды | Оригинальная дата показа | Оригинальная дата показа |
| Сезон | Сезон | Эпизоды | Премьера сезона          | Финал сезона             |
| ----- | ----- | ------- | ------------------------ | ------------------------ |
|       | 1     | 12      | 7 сентября 2008          | 23 ноября 2008           |
|       | 2     | 12      | 14 июня 2009             | 13 сентября 2009         |
|       | 3     | 12      | 7 сентября 2010          | 23 ноября 2010           |
|       | 4     | 12      | 26 июня 2011             | 11 сентября 2011         |
|       | 5     | 12      | 10 июня 2012             | 26 августа 2012          |
|       | 6     | 10      | 16 июня 2013             | 18 августа 2013          |
|       | 7     | 10      | 22 июня 2014             | 24 августа 2014          |

## Список серий

### Сезон 1 (2008)
| № общий | № в сезоне | Название                                                  | Режиссёр            | Автор сценария | Дата премьеры    | Зрители в США (млн) |
| ------- | ---------- | --------------------------------------------------------- | ------------------- | -------------- | ---------------- | ------------------- |
| 1       | 1          | «Strange Love» «Странная любовь»                          | Алан Болл           | Алан Болл      | 7 сентября 2008  | 1.44                |
| 2       | 2          | «The First Taste» «Первый вкус»                           | Скотт Винант        | Алан Болл      | 14 сентября 2008 | 1.79                |
| 3       | 3          | «Mine» «Моя»                                              | Джон Дал            | Алан Болл      | 21 сентября 2008 | 1.81                |
| 4       | 4          | «Escape from Dragon House» «Побег из Дома Дракона»        | Майкл Леманн        | Брайан Бакнер  | 28 сентября 2008 | 1.82                |
| 5       | 5          | «Sparks Fly Out» «Искры летят»                            | Дэниель Минахан     | Александр Ву   | 5 октября 2008   | 1.74                |
| 6       | 6          | «Cold Ground» «Холодная земля»                            | Ник Гомес           | Раэлль Такер   | 12 октября 2008  | 1.67                |
| 7       | 7          | «Burning House of Love» «Пылающая обитель любви»          | Маркос Сига         | Крис Оффатт    | 19 октября 2008  | 2.10                |
| 8       | 8          | «The Fourth Man in the Fire» «Четвёртый сгоревший в огне» | Майкл Леманн        | Александр Ву   | 26 октября 2008  | 2.07                |
| 9       | 9          | «Plaisir d'Amour» «Удовольствие от любви»                 | Энтони М. Хемингуэй | Брайан Бакнер  | 2 ноября 2008    | 2.35                |
| 10      | 10         | «I Don't Wanna Know» «Я не хочу знать»                    | Скотт Винант        | Крис Оффатт    | 9 ноября 2008    | 2.39                |
| 11      | 11         | «To Love Is to Bury» «Любить — значит похоронить»         | Нэнси Оливер        | Нэнси Оливер   | 16 ноября 2008   | 2.67                |
| 12      | 12         | «You'll Be the Death of Me» «Ты станешь моей погибелью»   | Алан Болл           | Раэлль Такер   | 23 ноября 2008   | 2.45                |

### Сезон 2 (2009)
| № общий | № в сезоне | Название                                            | Режиссёр        | Автор сценария                 | Дата премьеры    | Зрители в США (млн) |
| ------- | ---------- | --------------------------------------------------- | --------------- | ------------------------------ | ---------------- | ------------------- |
| 13      | 1          | «Nothing But the Blood» «Ничего, кроме крови»       | Дэниель Минахан | Александр Ву                   | 14 июня 2009     | 3.70                |
| 14      | 2          | «Keep This Party Going» «Вечеринка продолжается»    | Майкл Леманн    | Брайан Бакнер                  | 21 июня 2009     | 3.41                |
| 15      | 3          | «Scratches» «Царапины»                              | Скотт Винант    | Раэлль Такер                   | 28 июня 2009     | 3.7                 |
| 16      | 4          | «Shake and Fingerpop» «Танцы и тряски»              | Майкл Леманн    | Алан Болл                      | 12 июля 2009     | 3.9                 |
| 17      | 5          | «Never Let Me Go» «Никогда не отпускай меня»        | Джон Дал        | Нэнси Оливер                   | 19 июля 2009     | 3.85                |
| 18      | 6          | «Hard-Hearted Hannah» «Жестокосердечная Ханна»      | Майкл Леманн    | Брайан Бакнер                  | 26 июля 2009     | 4.00                |
| 19      | 7          | «Release Me» «Выпусти меня»                         | Майкл Раскио    | Раэлль Такер                   | 2 августа 2009   | 4.27                |
| 20      | 8          | «Timebomb» «Бомба с часовым механизмом»             | Джон Дал        | Александр Ву                   | 9 августа 2009   | 4.43                |
| 21      | 9          | «I Will Rise Up» «Я восстану»                       | Скотт Винант    | Нэнси Оливер                   | 16 августа 2009  | 4.46                |
| 22      | 10         | «New World in My View» «Мой новый мир»              | Адам Дэвидсон   | Кейт Барноу и Элизабет Р. Финч | 23 августа 2009  | 5.33                |
| 23      | 11         | «Frenzy» «Бешенство»                                | Дэниель Минахан | Алан Болл                      | 30 августа 2009  | 5.19                |
| 24      | 12         | «Beyond Here Lies Nothin'» «Жизни после смерти нет» | Майкл Куэста    | Александр Ву                   | 13 сентября 2009 | 5.11                |

### Сезон 3 (2010)
| № общий | № в сезоне | Название                                                        | Режиссёр            | Автор сценария                 | Дата премьеры    | Зрители в США (млн) |
| ------- | ---------- | --------------------------------------------------------------- | ------------------- | ------------------------------ | ---------------- | ------------------- |
| 25      | 1          | «Bad Blood» «Дурная кровь»                                      | Дэниель Минахан     | Брайан Бакнер                  | 13 июня 2010     | 5.09                |
| 26      | 2          | «Beautifully Broken» «Прекрасный разрыв»                        | Скотт Винант        | Раэлль Такер                   | 20 июня 2010     | 4.26                |
| 27      | 3          | «It Hurts Me Too» «Мне тоже больно»                             | Майкл Леманн        | Александр Ву                   | 27 июня 2010     | 4.46                |
| 28      | 4          | «9 Crimes» «Девять преступлений»                                | Дэвид Петрарка      | Кейт Барноу и Элизабет Р. Финч | 11 июля 2010     | 4.68                |
| 29      | 5          | «Trouble» «Проблемы»                                            | Скотт Винант        | Нэнси Оливер                   | 18 июля 2010     | 4.86                |
| 30      | 6          | «I Got a Right to Sing the Blues» «У меня есть право на печаль» | Майкл Леманн        | Алан Болл                      | 25 июля 2010     | 4.74                |
| 31      | 7          | «Hitting the Ground» «Падшие»                                   | Джон Дал            | Брайан Бакнер                  | 1 августа 2010   | 5.24                |
| 32      | 8          | «Night on the Sun» «Ночное солнце»                              | Лесли Линка Глаттер | Раэлль Такер                   | 8 августа 2010   | 5.09                |
| 33      | 9          | «Everything Is Broken» «Руины»                                  | Скотт Винант        | Александр Ву                   | 15 августа 2010  | 5.00                |
| 34      | 10         | «I Smell a Rat» «Запах предателя»                               | Майкл Леманн        | Кейт Барноу и Элизабет Р. Финч | 22 августа 2010  | 5.39                |
| 35      | 11         | «Fresh Blood» «Свежая кровь»                                    | Даниэль Минхан      | Нэнси Оливер                   | 29 августа 2010  | 5.44                |
| 36      | 12         | «Evil Is Going On» «Зло продолжает жить»                        | Энтони Хемингуэй    | Алан Болл                      | 12 сентября 2010 | 5.38                |

### Сезон 4 (2011)
| № общий | № в сезоне | Название                                                              | Режиссёр            | Автор сценария | Дата премьеры    | Зрители в США (млн) |
| ------- | ---------- | --------------------------------------------------------------------- | ------------------- | -------------- | ---------------- | ------------------- |
| 37      | 1          | «She's Not There» «Её здесь нет»                                      | Майкл Леманн        | Александр Ву   | 26 июня 2011     | 5.42                |
| 38      | 2          | «You Smell Like Dinner» «Ты пахнешь словно ужин»                      | Скотт Винант        | Брайан Бакнер  | 3 июля 2011      | 2.90                |
| 39      | 3          | «If You Love Me, Why Am I Dyin'?» ««Почему твоя любовь убивает меня?» | Дэвид Петрарка      | Алан Болл      | 10 июля 2011     | 5.04                |
| 40      | 4          | «I'm Alive and On Fire» «Я жив и весь горю»                           | Майкл Леманн        | Нэнси Оливер   | 17 июля 2011     | 5.10                |
| 41      | 5          | «Me and the Devil» «Я и Сатана»                                       | Дэниель Минахан     | Марк Худис     | 24 июля 2011     | 5.26                |
| 42      | 6          | «I Wish I Was the Moon» «О, если бы я был луной»                      | Джереми Подесва     | Раэлль Такер   | 31 июля 2011     | 5.19                |
| 43      | 7          | «Cold Grey Light of Dawn» «Холодный серый свет поражения»             | Майкл Раскио        | Александр Ву   | 7 августа 2011   | 5.14                |
| 44      | 8          | «Spellbound» «Очарованный»                                            | Дэниель Минхан      | Алан Болл      | 14 августа 2011  | 5.30                |
| 45      | 9          | «Let's Get Out of Here» «Давай уйдём отсюда»                          | Ромео Тироне        | Брайан Бакнер  | 21 августа 2011  | 5.53                |
| 46      | 10         | «Burning Down the House» «Сжигая дом»                                 | Лесли Линка Глаттер | Нэнси Оливер   | 28 августа 2011  | 5.31                |
| 47      | 11         | «Soul of Fire» «Пылкая душа»                                          | Майкл Леманн        | Марк Худис     | 4 сентября 2011  | 4.39                |
| 48      | 12         | «And When I Die» «И когда я умру»                                     | Скотт Винант        | Раэлль Такер   | 11 сентября 2011 | 5.05                |

### Сезон 5 (2012)
| № общий | № в сезоне | Название                                                         | Режиссёр            | Автор сценария   | Дата премьеры   | Зрители в США (млн) |
| ------- | ---------- | ---------------------------------------------------------------- | ------------------- | ---------------- | --------------- | ------------------- |
| 49      | 1          | «Turn! Turn! Turn!» «Обернись! Обернись! Обернись!»              | Даниэль Минахан     | Брайан Бакнер    | 10 июня 2012    | 5.20                |
| 50      | 2          | «Authority Always Wins» «Власть всегда побеждает»                | Майкл Леманн        | Марк Худис       | 17 июня 2012    | 4.42                |
| 51      | 3          | «Whatever I Am, You Made Me» «Я такой, каким ты меня сделал»     | Дэвид Петрарка      | Раэлль Такер     | 24 июня 2012    | 4.66                |
| 52      | 4          | «We'll Meet Again» «Мы встретимся вновь»                         | Ромео Тироне        | Александр Ву     | 1 июля 2012     | 4.54                |
| 53      | 5          | «Let's Boot and Rally» «Зажигай, напарник!»                      | Майкл Леманн        | Анджела Робинсон | 8 июля 2012     | 4.50                |
| 54      | 6          | «Hopeless» «Безнадёжный»                                         | Дэниел Аттиас       | Алан Болл        | 15 июля 2012    | 4.63                |
| 55      | 7          | «In the Beginning» «В начале»                                    | Майкл Раскио        | Брайан Бакнер    | 22 июля 2012    | 4.46                |
| 56      | 8          | «Somebody That I Used to Know» «Кто-то, кого я знал»             | Стивен Мойер        | Марк Худис       | 29 июля 2012    | 4.60                |
| 57      | 9          | «Everybody Wants to Rule the World» «Каждый хочет править миром» | Дэниел Аттиас       | Раэлль Такер     | 5 августа 2012  | 4.50                |
| 58      | 10         | «Gone, Gone, Gone» «Прощай, прощай, прощай»                      | Скотт Винант        | Александр Ву     | 12 августа 2012 | 4.49                |
| 59      | 11         | «Sunset» «Закат»                                                 | Лесли Линка Глаттер | Анджела Робинсон | 19 августа 2012 | 4.93                |
| 60      | 12         | «Save Yourself» «Спаси себя»                                     | Майкл Леманн        | Алан Болл        | 26 августа 2012 | 5.05                |

### Сезон 6 (2013)
| № общий | № в сезоне | Название                                          | Режиссёр         | Автор сценария   | Дата премьеры   | Зрители в США (млн) |
| ------- | ---------- | ------------------------------------------------- | ---------------- | ---------------- | --------------- | ------------------- |
| 61      | 1          | «Who Are You, Really?» «Кто ты на самом деле?»    | Стивен Мойер     | Раэлль Такер     | 16 июня 2013    | 4.52                |
| 62      | 2          | «The Sun» «Солнце»                                | Дэниел Аттиас    | Анджела Робинсон | 23 июня 2013    | 4.08                |
| 63      | 3          | «You're No Good» «От тебя никакой пользы»         | Ховард Дойч      | Марк Худис       | 30 июня 2013    | 3.94                |
| 64      | 4          | «At Last» «Наконец-то»                            | Энтони Хемингуэй | Александр Ву     | 7 июля 2013     | 4.14                |
| 65      | 5          | «Fuck the Pain Away» «К чёрту боль»               | Майкл Раскио     | Анджела Робинсон | 14 июля 2013    | 4.54                |
| 66      | 6          | «Don't You Feel Me» «Разве ты не чувствуешь меня» | Ховард Дойч      | Дэниел Кеннет    | 21 июля 2013    | 4.47                |
| 67      | 7          | «In the Evening» «Вечером»                        | Скотт Винант     | Кейт Барноу      | 28 июля 2013    | 4.36                |
| 68      | 8          | «Dead Meat» «Покойник»                            | Майкл Леманн     | Робин Вейт       | 4 августа 2013  | 4.17                |
| 69      | 9          | «Life Matters» «Вопросы жизни»                    | Ромео Тироне     | Брайан Бакнер    | 11 августа 2013 | 4.00                |
| 70      | 10         | «Radioactive» «Радиоактивный»                     | Скотт Винант     | Кейт Барноу      | 18 августа 2013 | 4.14                |

### Сезон 7 (2014)
| № общий | № в сезоне | Название                                          | Режиссёр         | Автор сценария   | Дата премьеры   | Зрители в США (млн) |
| ------- | ---------- | ------------------------------------------------- | ---------------- | ---------------- | --------------- | ------------------- |
| 71      | 1          | «Jesus Gonna Be Here» «Иисус скоро будет здесь»   | Стивен Мойер     | Анджела Робинсон | 22 июня 2014    | 4.03                |
| 72      | 2          | «I Found You» «Я нашла тебя»                      | Ховард Дойч      | Кейт Барноу      | 29 июня 2014    | 3.06                |
| 73      | 3          | «Fire in the Hole» «Сейчас рванёт!»               | Ли Роуз          | Брайан Бакнер    | 6 июля 2014     | 3.20                |
| 74      | 4          | «Death Is Not the End» «Смерть — не конец»        | Грегг Файнберг   | Дэниел Кеннетт   | 13 июля 2014    | 3.23                |
| 75      | 5          | «Lost Cause» «Гиблое дело»                        | Ховард Дойч      | Крэйг Честер     | 20 июля 2014    | 3.57                |
| 76      | 6          | «Karma» «Карма»                                   | Анджела Робинсон | Анджела Робинсон | 27 июля 2014    | 3.38                |
| 77      | 7          | «May Be the Last Time» «Возможно в последний раз» | Саймон Джейс     | Крэйг Честер     | 3 августа 2014  | 3.39                |
| 78      | 8          | «Almost Home» «Почти дома»                        | Джесси Уорн      | Кейт Барноу      | 10 августа 2014 | 3.34                |
| 79      | 9          | «Love Is to Die» «Любовь это смерть»              | Ховард Дойч      | Брайан Бакнер    | 17 августа 2014 | 3.56                |
| 80      | 10         | «Thank You» «Спасибо»                             | Скотт Винант     | Брайан Бакнер    | 24 августа 2014 | 4.04                |

## Мини-эпизоды
«Глоток настоящей крови» или «Капля настоящей крови» (англ. A Drop Of True Blood) — мини-сериал из шести небольших эпизодов о некоторых героях «Настоящей крови». Был выпущен телеканалом HBO и транслирован 24 апреля 2010 года перед началом показа третьего сезона телесериала. Каждая серия продолжительностью не более 5 минут.
| № | Название                                       | Автор сценария | Дата премьеры  |
| --- | ---------------------------------------------- | -------------- | -------------- |
| 1 | «Eric & Pam» «Эрик и Пэм»                      | Алан Болл      | 24 апреля 2010 |
| Эрик и Пэм проводят кастинг новых танцоров в свой клуб. Появившиеся кандидаты оставляют желать лучшего. Вампиры уже было окончательно разочаровываются, как к ним приходит Иветта.                               |                                                |                |                |
| 2 | «Jessica» «Джессика»                           | Алан Болл      | 3 мая 2010     |
| Джессика выходит на охоту в местный кабак, где на неё обращает внимание человек, который начинает проповедовать ей религиозный бред в неприличной манере. А затем там она знакомится с дальнобойщиком.           |                                                |                |                |
| 3 | «Sookie Lafayette Tara» «Суки, Тара и Лафайет» | Алан Болл      | 11 мая 2010    |
| Тара и Суки вступают в спор относительно отношений с вампиром, когда Тара начинает интересоваться происхождением финансового состояния Билла. Лафайет вмешивается, когда аргументы становятся чересчур горячими. |                                                |                |                |
| 4 | «Sam» «Сэм»                                    | Алан Болл      | 18 мая 2010    |
| Сэм старается уничтожить голову быка, атрибутику, связанную с культом Мэриэнн, а затем, перевоплотившись в собаку, помечает свою территорию.                                                                     |                                                |                |                |
| 5 | «Bill» «Билл»                                  | Алан Болл      | 25 мая 2010    |
| Готовясь к свиданию с Суки, Билл принимает у себя дома продавщицу ювелирных изделий, у которой к нему возникает интерес.                                                                                         |                                                |                |                |
| 6 | «Jason» «Джейсон»                              | Алан Болл      | 2 июня 2010    |
| Сразу после того как Джейсон выстрелил в Эггза, он убегает в лес, просит помощи у Бога и раскаивается в содеянном и других дурных поступках.                                                                     |                                                |                |                |